# رنگین‌تاب دم‌حنایی
رنگین‌تاب دم‌حنایی (نام علمی: Galbula ruficauda) نام یک گونه از تیره رنگین‌تاب است.